# جورج غيليسبي
جورج غيليسبي (بالإنجليزية: George Gillespie)‏ هو لاعب كرة قدم بريطاني (وحمل سابقاً جنسية المملكة المتحدة لبريطانيا العظمى وأيرلندا) في مركز حراسة المرمى، ولد في 22 يونيو 1859، وتوفي في 3 فبراير 1900. لعب مع نادي رينجرز.

## وصلات خارجية
- جورج غيليسبي على موقع الاتحاد الإسكتلندي (الإنجليزية)
- جورج غيليسبي على موقع قاعدة بيانات كرة القدم.إي يو (الإنجليزية)